# Villetoureix
Villetoureix [viltuʁɛ] est une commune française située dans le département de la Dordogne, en région Nouvelle-Aquitaine.

## Géographie

### Généralités
Dans le quart nord-ouest du département de la Dordogne, en Ribéracois, la commune de Villetoureix s'étend sur 16,40 km2.  C'est une commune rurale qui fait partie de l'unité urbaine de Ribérac et de son aire d'attraction, zonage d’étude défini par l'Insee, qui a remplacé en 2020 l'aire urbaine de Ribérac qui incluait la commune. Elle est bordée par la Dronne qui limite le territoire communal au sud, ainsi que par ses affluents : au nord-ouest le Boulon, au sud-est le Tournevalude, et à l'est le Meyré, affluent du Tournevalude.
Au pied des coteaux nord de la Dronne, le bourg de Villetoureix est desservi par la route départementale (RD) 99. Il se situe, en distances orthodromiques, trois kilomètres au nord-est du centre-ville de Ribérac et onze kilomètres à l'ouest de Tocane-Saint-Apre.
Le territoire communal est également desservi par les RD 708 et 709.

### Communes limitrophes
Villetoureix est limitrophe de cinq autres communes.
|          | Bertric-Burée |                      |
| Allemans | Villetoureix  | Celles               |
|          | Ribérac       | Saint-Méard-de-Drône |

### Géologie et relief

#### Géologie
Situé sur la plaque nord du Bassin aquitain et bordé à son extrémité nord-est par une frange du Massif central, le département de la Dordogne présente une grande diversité géologique. Les terrains sont disposés en profondeur en strates régulières, témoins d'une sédimentation sur cette ancienne plate-forme marine. Le département peut ainsi être découpé sur le plan géologique en quatre gradins différenciés selon leur âge géologique. Villetoureix est située dans le troisième gradin à partir du nord-est, un plateau formé de calcaires hétérogènes du Crétacé.
Les couches affleurantes sur le territoire communal sont constituées de formations superficielles du Quaternaire datant du Cénozoïque et de roches sédimentaires du Mésozoïque. La formation la plus ancienne, notée c5b, date du Campanien 2, des calcaires crayo-marneux blanchâtres à grosses silicifications grises en alternance dures et tendres puis calcaire crayeux à glauconie. La formation la plus récente, notée CFvs, fait partie des formations superficielles de type colluvions carbonatées de vallons secs : sable limoneux à débris calcaires et argile sableuse à débris. Le descriptif de ces couches est détaillé dans  les feuilles « no 757 - Ribérac » et « no 758 - Périgueux (ouest) » de la carte géologique au 1/50 000 de la France métropolitaine, et leurs notices associées,.

Carte géologique de Villetoureix.

#### Relief et paysages
Le département de la Dordogne se présente comme un vaste plateau incliné du nord-est (491 m, à la forêt de Vieillecour dans le Nontronnais, à Saint-Pierre-de-Frugie) au sud-ouest (2 m à Lamothe-Montravel). L'altitude du territoire communal varie quant à elle entre 56 mètres au sud-ouest, au lieu-dit la Rivière, là où la Dronne quitte la commune et sert de limite entre celles d'Allemans et de Ribérac, et 161 mètres, au nord-est, au puy de la Garde.
Dans le cadre de la Convention européenne du paysage entrée en vigueur en France le 1er juillet 2006, renforcée par la loi du 8 août 2016 pour la reconquête de la biodiversité, de la nature et des paysages, un atlas des paysages de la Dordogne a été élaboré sous maîtrise d’ouvrage de l’État et publié en octobre 2020. Les paysages du département s'organisent en huit unités paysagères,. La commune est dans le Ribéracois, une région naturelle possédant un relief vallonné avec des altitudes moyennes comprises autour des 130-160 m, sculpté par la Dronne et ses nombreux affluents. Les paysages sont ondulés de grandes cultures dont les vastes horizons contrastent avec les paysages plus cloisonnés de la Dordogne,.
La superficie cadastrale de la commune publiée par l'Insee, qui sert de référence dans toutes les statistiques, est de 16,40 km2,,. La superficie géographique, issue de la BD Topo, composante du Référentiel à grande échelle produit par l'IGN, est quant à elle de 16,21 km2.

### Hydrographie

#### Réseau hydrographique
La commune est située dans le bassin de la Dordogne au sein du Bassin Adour-Garonne. Elle est drainée par la Dronne, le Boulon, le Bournet, le Meyré, le Tournevalude, le Ruy Bagner et par un petit cours d'eau, qui constituent un réseau hydrographique de 24 km de longueur totale,.
La Dronne, d'une longueur totale de 200,56 km, prend sa source dans la Haute-Vienne dans la commune de Bussière-Galant et se jette en rive droite de l'Isle — dont elle est le principal affluent — à Coutras en Gironde, au lieu-dit la Fourchée, face à la commune de Sablons,. Elle borde la commune au sud sur plus de six kilomètres, face à Saint-Méard-de-Drône et Ribérac.
Quatre de ses affluents de rive droite baignent le territoire communal :
- le Boulon borde le nord-ouest de la commune sur près de deux kilomètres, face à Allemans ;
- le Ruy Bagner prend sa source dans le nord du territoire communal qu'il arrose sur plus de deux kilomètres et demi ;
- le Bournet, ou ruisseau de la Barde dans sa partie amont, traverse la commune du nord-est au sud-est sur plus de trois kilomètres et demi ;
- le Tournevalude sert de limite naturelle au sud-est sur plus d'un kilomètre et demi, face à Celles. Son affluent de rive gauche le Meyré marque la limite territoriale à l'est, également face à Celles.

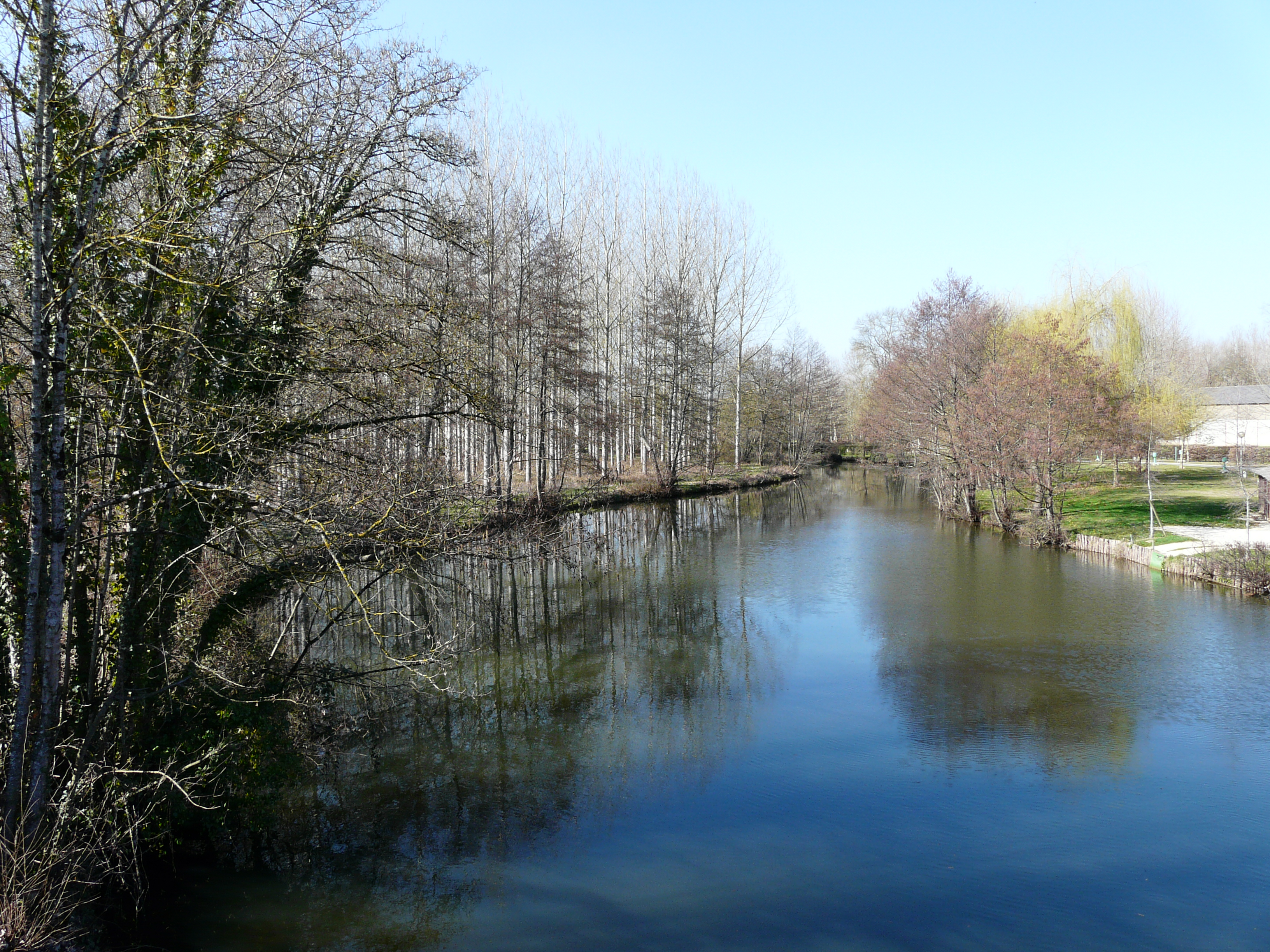
La Dronne au pont de la RD 708, marque la limite entre Ribérac (à gauche) et Villetoureix.
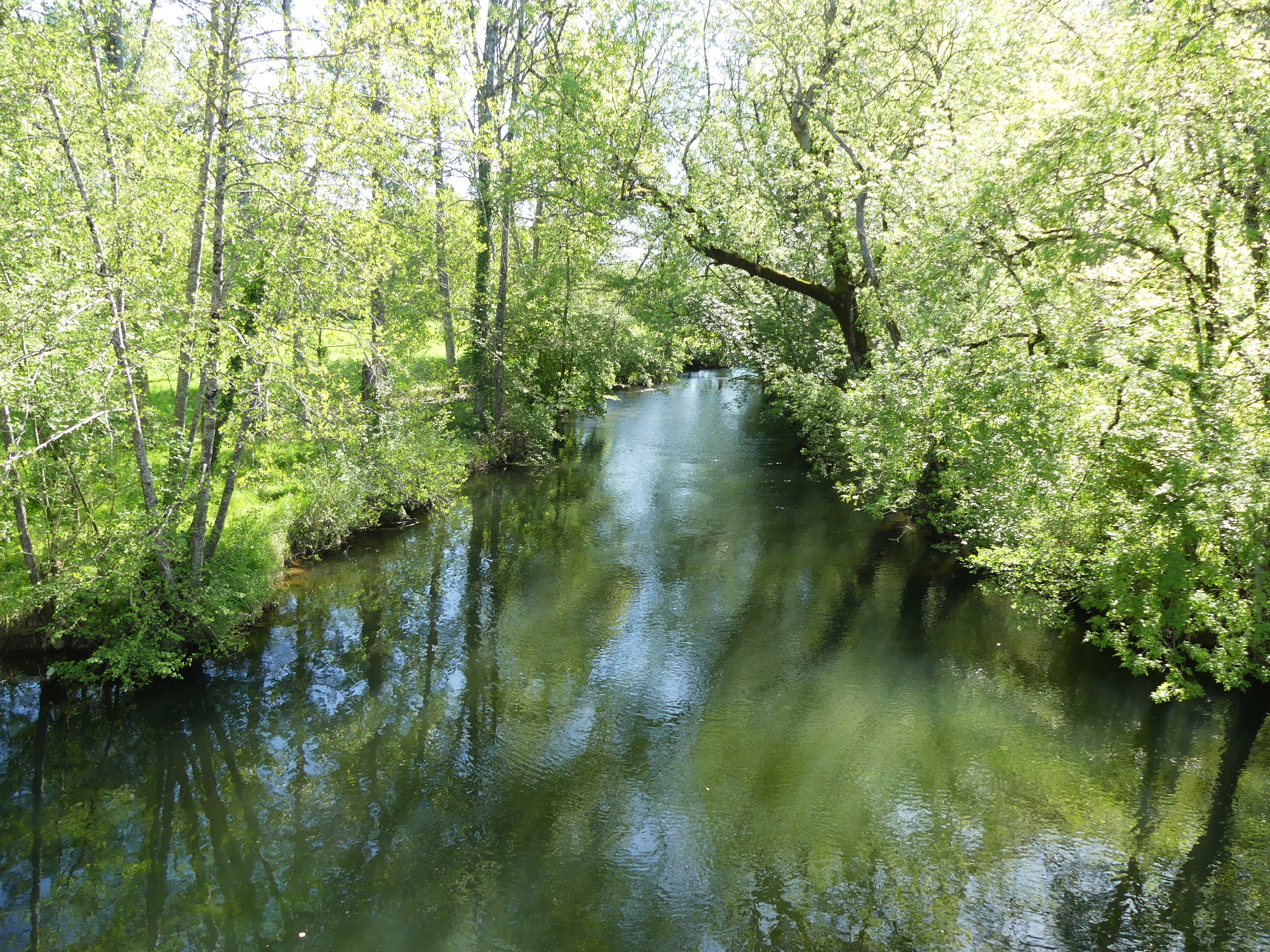
L'attier (bras secondaire) de la Dronne au pont de la RD 708.
Réseaux hydrographique et routier de Villetoureix.

#### Gestion et qualité des eaux
Le territoire communal est couvert par le schéma d'aménagement et de gestion des eaux (SAGE) « Isle - Dronne ». Ce document de planification, dont le territoire regroupe les bassins versants de l'Isle et de la Dronne, d'une superficie de 7 500 km2, a été approuvé le 2 août 2021. La structure porteuse de l'élaboration et de la mise en œuvre est l'établissement public territorial de bassin de la Dordogne (EPIDOR). Il définit sur son territoire les objectifs généraux d’utilisation, de mise en valeur et de protection quantitative et qualitative des ressources en eau superficielle et souterraine, en respect des objectifs de qualité définis dans le troisième SDAGE  du Bassin Adour-Garonne qui couvre la période 2022-2027, approuvé le 10 mars 2022.
La qualité des eaux de baignade et des cours d’eau peut être consultée sur un site dédié géré par les agences de l’eau et l’Agence française pour la biodiversité.

### Climat
Pour des articles plus généraux, voir Climat de la Nouvelle-Aquitaine et Climat de la Dordogne.
Historiquement, la commune est exposée à un climat océanique aquitain.  
En 2020, Météo-France publie une typologie des climats de la France métropolitaine dans laquelle la commune est exposée à un climat océanique altéré et est dans la région climatique  Aquitaine, Gascogne, caractérisée par une pluviométrie abondante au printemps, modérée en automne, un faible ensoleillement au printemps, un été chaud (19,5 °C), des vents faibles, des brouillards fréquents en automne et en hiver et des orages fréquents en été (15 à 20 jours).
Pour la période 1971-2000, la température annuelle moyenne est de 12,7 °C, avec  une amplitude thermique annuelle de 15,1 °C. Le cumul annuel moyen de précipitations est de 870 mm, avec 11,7 jours de précipitations en janvier et 6,9 jours en juillet. Pour la période 1991-2020, la température moyenne annuelle observée sur la station météorologique la plus proche, située sur la commune de Saint-Martin-de-Ribérac à 4 km à vol d'oiseau, est de 13,5 °C et le cumul annuel moyen de précipitations est de 916,6 mm,. Pour l'avenir, les paramètres climatiques de la commune estimés pour 2050 selon différents scénarios d’émission de gaz à effet de serre sont consultables sur un site dédié publié par Météo-France en novembre 2022.

## Urbanisme

### Typologie
Au 1er janvier 2024, Villetoureix est catégorisée commune rurale à habitat dispersé, selon la nouvelle grille communale de densité à 7 niveaux définie par l'Insee en 2022.
Elle appartient à l'unité urbaine de Ribérac, une agglomération intra-départementale dont elle est une commune de la banlieue,. Par ailleurs la commune fait partie de l'aire d'attraction de Ribérac, dont elle est une commune de la couronne,. Cette aire, qui regroupe 24 communes, est catégorisée dans les aires de moins de 50 000 habitants,.

### Occupation des sols
L'occupation des sols de la commune, telle qu'elle ressort de la base de données européenne d’occupation biophysique des sols Corine Land Cover (CLC), est marquée par l'importance des territoires agricoles (77,9 % en 2018), en diminution par rapport à 1990 (84,6 %). La répartition détaillée en 2018 est la suivante : 
zones agricoles hétérogènes (47,1 %), prairies (21,6 %), forêts (13,4 %), terres arables (9,2 %), zones urbanisées (8,5 %), zones industrielles ou commerciales et réseaux de communication (0,3 %). L'évolution de l’occupation des sols de la commune et de ses infrastructures peut être observée sur les différentes représentations cartographiques du territoire : la carte de Cassini (XVIIIe siècle), la carte d'état-major (1820-1866) et les cartes ou photos aériennes de l'IGN pour la période actuelle (1950 à aujourd'hui).

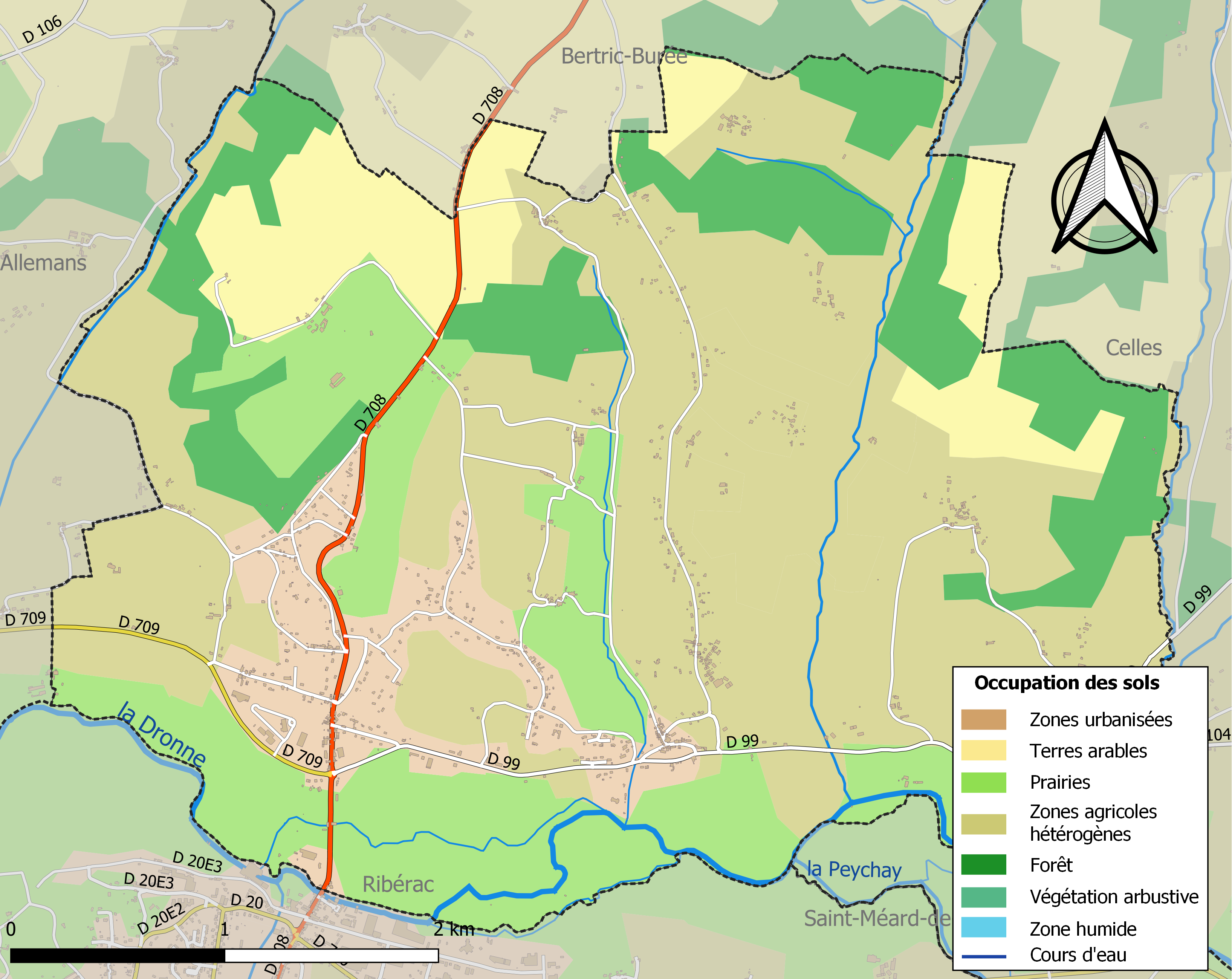
Carte des infrastructures et de l'occupation des sols de la commune en 2018 (CLC).

### Villages, hameaux et lieux-dits
La commune est constituée d'un bourg principal situé sur une colline au-dessus de la Dronne et de plusieurs villages ou hameaux épars, ainsi que de lieux-dits :
- les Baraques ( 45° 16′ 41″ N, 0° 20′ 49″ E )
- les Boiges
- Bonafon (ou Bonnafont) ( 45° 15′ 43″ N, 0° 21′ 03″ E )
- la Borie ( 45° 15′ 48″ N, 0° 20′ 35″ E )
- les Bourdalais Nord ( 45° 16′ 27″ N, 0° 20′ 39″ E )
- les Bourdalais Sud ( 45° 16′ 07″ N, 0° 20′ 33″ E )
- le Bourdaleix ( 45° 16′ 16″ N, 0° 20′ 36″ E )
- le Bourg ( 45° 15′ 45″ N, 0° 21′ 52″ E )
- les Brousses ( 45° 16′ 20″ N, 0° 21′ 45″ E )
- le Caillou ( 45° 16′ 37″ N, 0° 21′ 07″ E )
- Champagnou ( 45° 16′ 10″ N, 0° 19′ 49″ E )
- Combe du Maine ( 45° 16′ 41″ N, 0° 21′ 36″ E )
- la Courberie ( 45° 16′ 00″ N, 0° 23′ 12″ E )
- à la Crouzille ( 45° 17′ 12″ N, 0° 21′ 31″ E )
- la Dérame ( 45° 16′ 56″ N, 0° 22′ 18″ E )
- Domaine de Fayolle ( 45° 16′ 48″ N, 0° 20′ 28″ E )
- Gagnepot ( 45° 16′ 09″ N, 0° 20′ 54″ E )
- la Gare
- les Gémories
- le Grand Pont
- les Grands Bois
- Grands Champs ( 45° 15′ 46″ N, 0° 22′ 09″ E )
- Grands Prés ( 45° 15′ 42″ N, 0° 21′ 26″ E )
- aux Grèzes ( 45° 16′ 13″ N, 0° 20′ 14″ E )
- la Guionie ( 45° 16′ 23″ N, 0° 22′ 48″ E )
- la Haute Rigale
- l'Île d'Amour
- chez Lafond ( 45° 16′ 36″ N, 0° 21′ 28″ E )
- les Lattes
- les Lieuges ( 45° 16′ 33″ N, 0° 22′ 27″ E )
- à Madrix
- le Maine du Bost ( 45° 17′ 06″ N, 0° 21′ 16″ E )
- le Maine Pautard
- Maison Blanche ( 45° 17′ 17″ N, 0° 21′ 01″ E )
- Maison Neuve
- chez Marty ( 45° 16′ 17″ N, 0° 21′ 02″ E )
- Mayac ( 45° 17′ 21″ N, 0° 21′ 58″ E )
- le Moulin de Larcy
- le Moulin de Puyrousse
- les Mourreix
- les Perrières
- la Petite Renaudie ( 45° 16′ 36″ N, 0° 22′ 10″ E )
- aux Petites Fontaines
- la Pinière
- chez Pinquet
- le Pont
- la Pouyade ( 45° 16′ 01″ N, 0° 21′ 53″ E )
- Prés des Faures
- Prés des Joncs
- Puy Barry ( 45° 16′ 57″ N, 0° 20′ 36″ E )
- Puy de la Garde
- Puyrousse ( 45° 15′ 50″ N, 0° 22′ 25″ E )
- Puy Tutaud
- chez Raynaud ( 45° 16′ 20″ N, 0° 19′ 57″ E )
- les Rebeyrolles
- la Renaudie
- la Rigale ( 45° 15′ 42″ N, 0° 22′ 40″ E )
- la Rivière
- le Roc
- la Rode
- Rossignol ( 45° 16′ 56″ N, 0° 21′ 40″ E )
- le Syndic ( 45° 16′ 26″ N, 0° 21′ 55″ E )
- Thauriac ( 45° 16′ 08″ N, 0° 21′ 20″ E )
- la Thonie ( 45° 16′ 25″ N, 0° 21′ 25″ E )
- chez Tuilet ( 45° 15′ 55″ N, 0° 20′ 17″ E )
- chez Tutaud ( 45° 16′ 00″ N, 0° 20′ 34″ E )
- chez Varailhon ( 45° 15′ 48″ N, 0° 21′ 28″ E )
- la Vigerie ( 45° 16′ 02″ N, 0° 21′ 06″ E ).

Depuis le début des années 1990, la commune voit, par ailleurs, se construire des habitations le long des routes qui la traversent.

### Prévention des risques
Le territoire de la commune de Villetoureix est vulnérable à différents aléas naturels : météorologiques (tempête, orage, neige, grand froid, canicule ou sécheresse), inondations, feux de forêts, mouvements de terrains et séisme (sismicité faible). Un site publié par le BRGM permet d'évaluer simplement et rapidement les risques d'un bien localisé soit par son adresse soit par le numéro de sa parcelle.
Certaines parties du territoire communal sont susceptibles d’être affectées par le risque d’inondation par débordement de cours d'eau, notamment la Dronne. La commune a été reconnue en état de catastrophe naturelle au titre des dommages causés par les inondations et coulées de boue survenues en 1982, 1983, 1986, 1988, 1993 et 1999,. Le risque inondation est pris en compte dans l'aménagement du territoire de la commune par le biais du plan de prévention des risques inondation (PPRI) de la « vallée de la Dronne », couvrant 19 communes et approuvé le 31 janvier 2014, pour les crues de la Dronne,.
Villetoureix est exposée au risque de feu de forêt. L’arrêté préfectoral du 14 mars 2013 fixe les conditions de pratique des incinérations et de brûlage dans un objectif de réduire le risque de départs d’incendie. À ce titre, des périodes sont déterminées : interdiction totale du 15 février au 15 mai et du 15 juin au 15 octobre, utilisation réglementée du 16 mai au 14 juin et du 16 octobre au 14 février. En septembre 2020, un plan inter-départemental de protection des forêts contre les incendies (PidPFCI) a été adopté pour la période 2019-2029,.

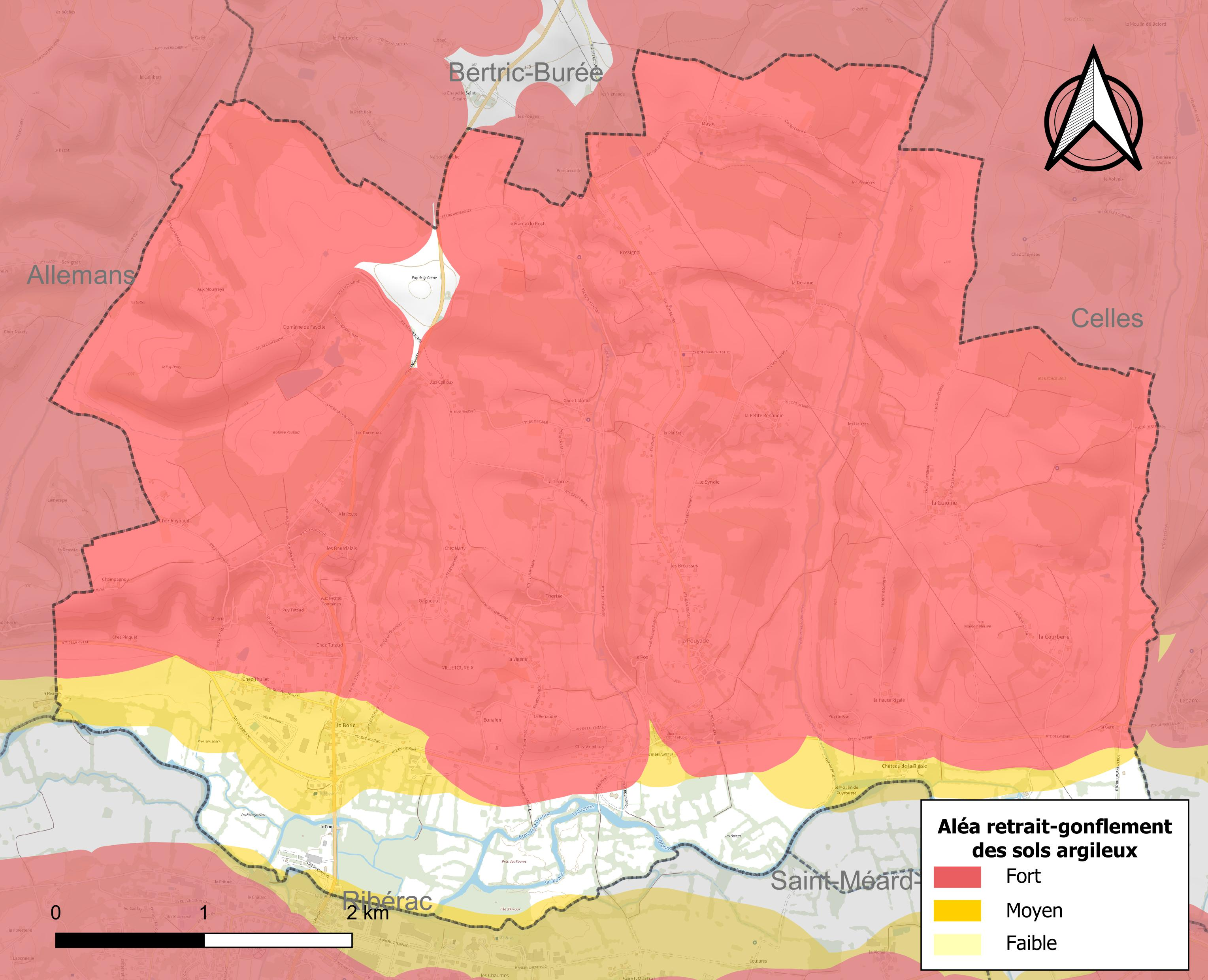
Carte des zones d'aléa retrait-gonflement des sols argileux de Villetoureix.

Les mouvements de terrains susceptibles de se produire sur la commune sont des tassements différentiels. Le retrait-gonflement des sols argileux est susceptible d'engendrer des dommages importants aux bâtiments en cas d’alternance de périodes de sécheresse et de pluie. 89,9 % de la superficie communale est en aléa moyen ou fort (58,6 % au niveau départemental et 48,5 % au niveau national métropolitain). Depuis le 1er octobre 2020, en application de la loi ÉLAN, différentes contraintes s'imposent aux vendeurs, maîtres d'ouvrages ou constructeurs de biens situés dans une zone classée en aléa moyen ou fort,.
La commune a été reconnue en état de catastrophe naturelle au titre des dommages causés par la sécheresse en 1989, 1996 et 2011 et par des mouvements de terrain en 1999.

## Toponymie
La première mention écrite connue du lieu date du XIIIe siècle sous la forme Villatores. Ce nom correspond à un village (vila en occitan) et un bâtiment défensif (torre).
En occitan, la commune porte le nom de Vila Torrés.

## Histoire
Les premières traces d'occupation humaine sur la commune remontent au Magdalénien, entre 16200 et 16100 BP. Le Néolithique et les âges des métaux y sont également documentés par des fouilles au lieu-dit Chez Tuilet, où un important habitat du Néolithique final a été retrouvé.
La période gallo-romaine livre en bord de Dronne les vestiges d'un temple du IIe siècle : la tour de la Rigale. Cependant le bourg de Villetoureix ne se développa vraiment qu'à la suite du XVIIe siècle et la construction du château de la Rigale.
Le 27 juin 1966, une météorite tombe en partie sur la commune. On en retrouvera huit fragments, répartis d'est en ouest depuis Villetoureix jusqu'à Saint-Séverin (Charente) pour un total de 271 kg, dont deux à Villetoureix : un de 5,2 kg trouvé dans l'ouest, au Puy Barry, et un autre de 350 grammes trouvé au nord-est à la Dérame.

## Politique et administration

### Rattachements administratifs et électoraux
Dès 1790, la commune de Villetoureix est rattachée au canton de Ribérac qui dépend du district de Ribérac jusqu'en 1795, date de suppression des districts. En 1801, le canton dépend de l'arrondissement de Ribérac jusqu'en 1926, date à laquelle cet arrondissement disparaît, ses cantons étant alors rattachés à l'arrondissement de Périgueux.
Lors de l'importante réforme de 2014 définie par le décret du 21 février 2014 et supprimant la moitié des cantons du département, la commune reste attachée au même canton qui devient plus étendu.

### Intercommunalité
Fin 1998, Villetoureix intègre dès sa création la communauté de communes du Ribéracois. Celle-ci est dissoute au 31 décembre 2013 et remplacée au 1er janvier 2014 par la communauté de communes du Pays Ribéracois, renommée en 2019 communauté de communes du Périgord Ribéracois.

### Administration municipale
La population de la commune étant comprise entre 500 et 1 499 habitants au recensement de 2017, quinze conseillers municipaux ont été élus en 2020,.

### Liste des maires

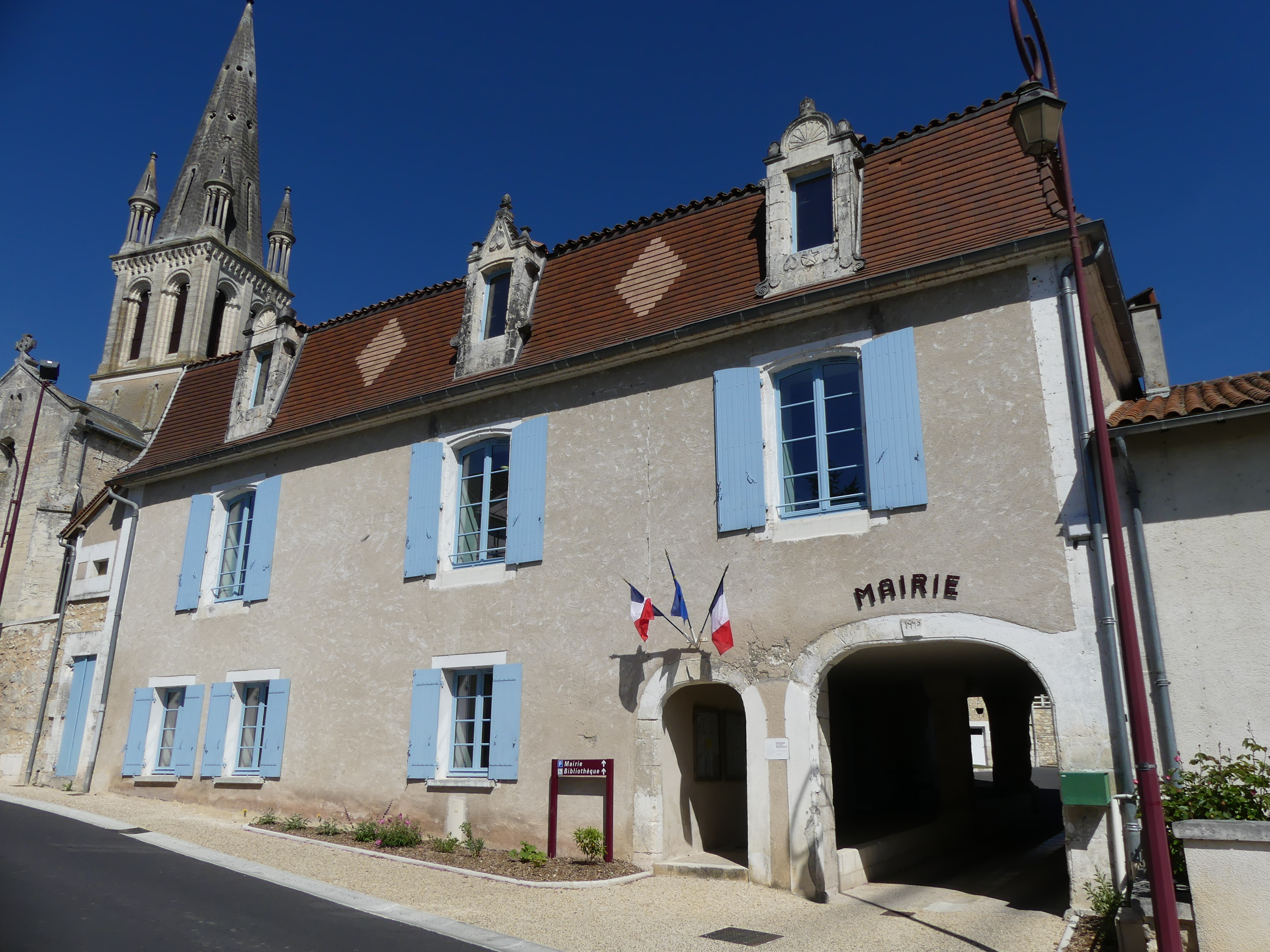
La mairie.

| Période                                  | Période    | Identité        | Étiquette | Qualité                      |
| ---------------------------------------- | ---------- | --------------- | --------- | ---------------------------- |
| Les données manquantes sont à compléter. |            |                 |           |                              |
|                                          |            |                 |           |                              |
| 1981                                     | juin 1995  | Gabriel Chauvet |           | Retraité du secteur bancaire |
| juin 1995                                | mars 2008  | Claude Laprade  | PCF       |                              |
| mars 2008                                | avril 2014 | Rolland Torres  | DVG       | Retraité de l'enseignement   |
| avril 2014 (réélu en mai 2020)           | En cours   | Patrick Lachaud |           |                              |

### Politique environnementale
Dans son palmarès 2024, le Conseil national de villes et villages fleuris de France a attribué deux fleurs à la commune.

## Équipements et services publics

### Justice
En 2023, dans le domaine judiciaire, Villetoureix relève : 
- du tribunal judiciaire, du tribunal pour enfants, du conseil de prud'hommes et du tribunal de commerce de Périgueux ;
- du pôle Nationalité du tribunal judiciaire de Périgueux (compétent uniquement dans le domaine de la nationalité) ;
- de la cour d'appel, du tribunal administratif et de la  cour administrative d'appel de Bordeaux.

## Population et société

### Démographie
Les habitants de Villetoureix se nomment les Villetoureicois.
L'évolution du nombre d'habitants est connue à travers les recensements de la population effectués dans la commune depuis 1793. Pour les communes de moins de 10 000 habitants, une enquête de recensement portant sur toute la population est réalisée tous les cinq ans, les populations de référence des années intermédiaires étant quant à elles estimées par interpolation ou extrapolation. Pour la commune, le premier recensement exhaustif entrant dans le cadre du nouveau dispositif a été réalisé en 2006.

En 2022, la commune comptait 893 habitants, en évolution de −1,98 % par rapport à 2016 (Dordogne : +0,37 %, France hors Mayotte : +2,11 %).
| 1793  | 1800 | 1806 | 1821 | 1831  | 1836  | 1841  | 1846  | 1851  |
| ----- | ---- | ---- | ---- | ----- | ----- | ----- | ----- | ----- |
| 1 200 | 879  | 809  | 975  | 1 000 | 1 048 | 1 106 | 1 073 | 1 092 |

| 1856  | 1861  | 1866  | 1872  | 1876  | 1881 | 1886  | 1891 | 1896 |
| ----- | ----- | ----- | ----- | ----- | ---- | ----- | ---- | ---- |
| 1 029 | 1 070 | 1 086 | 1 038 | 1 056 | 989  | 1 036 | 958  | 965  |

| 1901 | 1906 | 1911 | 1921 | 1926 | 1931 | 1936 | 1946 | 1954 |
| ---- | ---- | ---- | ---- | ---- | ---- | ---- | ---- | ---- |
| 863  | 870  | 844  | 724  | 729  | 741  | 765  | 745  | 701  |

| 1962 | 1968 | 1975 | 1982 | 1990 | 1999 | 2006 | 2011 | 2016 |
| ---- | ---- | ---- | ---- | ---- | ---- | ---- | ---- | ---- |
| 705  | 677  | 728  | 750  | 779  | 762  | 823  | 872  | 911  |

| 2021 | 2022 | - | - | - | - | - | - | - |
| ---- | ---- | - | - | - | - | - | - | - |
| 902  | 893  | - | - | - | - | - | - | - |

#### Analyse
La commune a connu une forte baisse de population au cours des années 1890 à 1960, lors de l'exode rural. Elle est alors passée du millier d'habitants à moins de 700 en 1968. Mais depuis, la population est repartie à la hausse.

## Économie

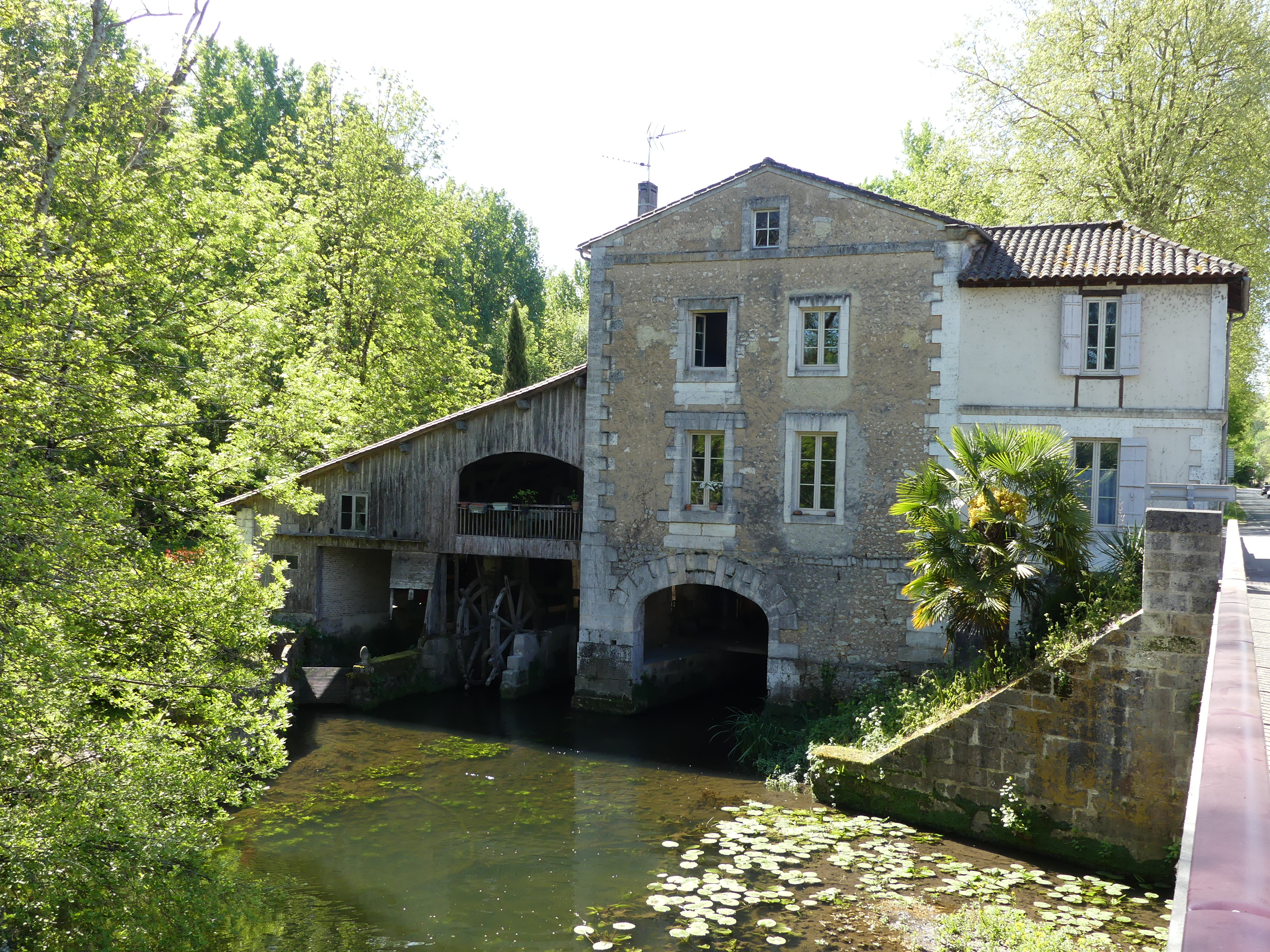
Ancien moulin à eau sur l'attier (bras secondaire) de la Dronne.

### Emploi
En 2015, parmi la population communale comprise entre 15 et 64 ans, les actifs représentent 368 personnes, soit 40,7 % de la population municipale. Le nombre de chômeurs (cinquante-quatre) a augmenté par rapport à 2010 (quarante-quatre) et le taux de chômage de cette population active s'établit à 14,6 %.

### Établissements
Au 31 décembre 2015, la commune compte 90 établissements, dont cinquante au niveau des commerces, transports ou services, dix-sept dans la construction, douze relatifs au secteur administratif, à l'enseignement, à la santé ou à l'action sociale, six dans l'agriculture, la sylviculture ou la pêche, et cinq dans l'industrie.

### Entreprises
Dans le secteur des services, parmi les entreprises dont le siège social est en Dordogne, la société « Lachaud transports » (transports routiers de fret interurbains) implantée à Villetoureix se classe en 28e position quant au chiffre d'affaires hors taxes en 2015-2016, avec 4 798 k€.

## Culture locale et patrimoine

### Lieux et monuments
- Le château de la Rigale, XVIIe siècle[72], dont la tour gallo-romaine, datant du Haut Empire romain, est classée monument historique depuis 1905[55].
- Le pigeonnier de la Rigale.
- Le château de Fayolle[73] et sa chapelle du XIXe siècle[74].
- Le manoir[75] (ou château) de Champagnou, du XIXe siècle[76].
- L'église romane Saint-Martin érigée au cours du XIIe siècle et agrandie au XVIe siècle[77]. Le clocher a été construit par l'entreprise Dussol de Mussidan, de février à décembre 1874. Les premiers plans ont été réalisés par l'architecte Auguste Bouillon (1805-1864), puis par l'architecte Jules Mandin (1827-1905) à la demande du curé Soymier. Le clocher a été béni le 17 décembre 1874 par Mgr Dabet[78].
- L'ancien presbytère, bâti en 1775 et remanié au XXe siècle au niveau du rez-de-chaussée[79], abrite désormais les locaux de la mairie.

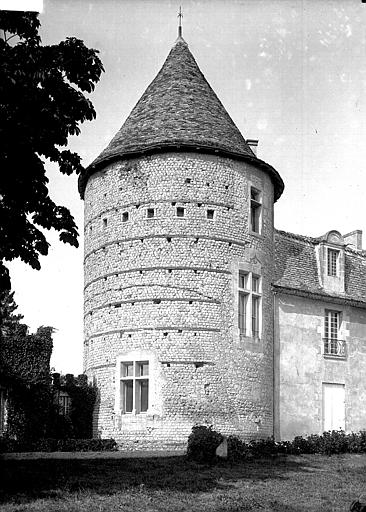
Tour romaine du château de la Rigale.
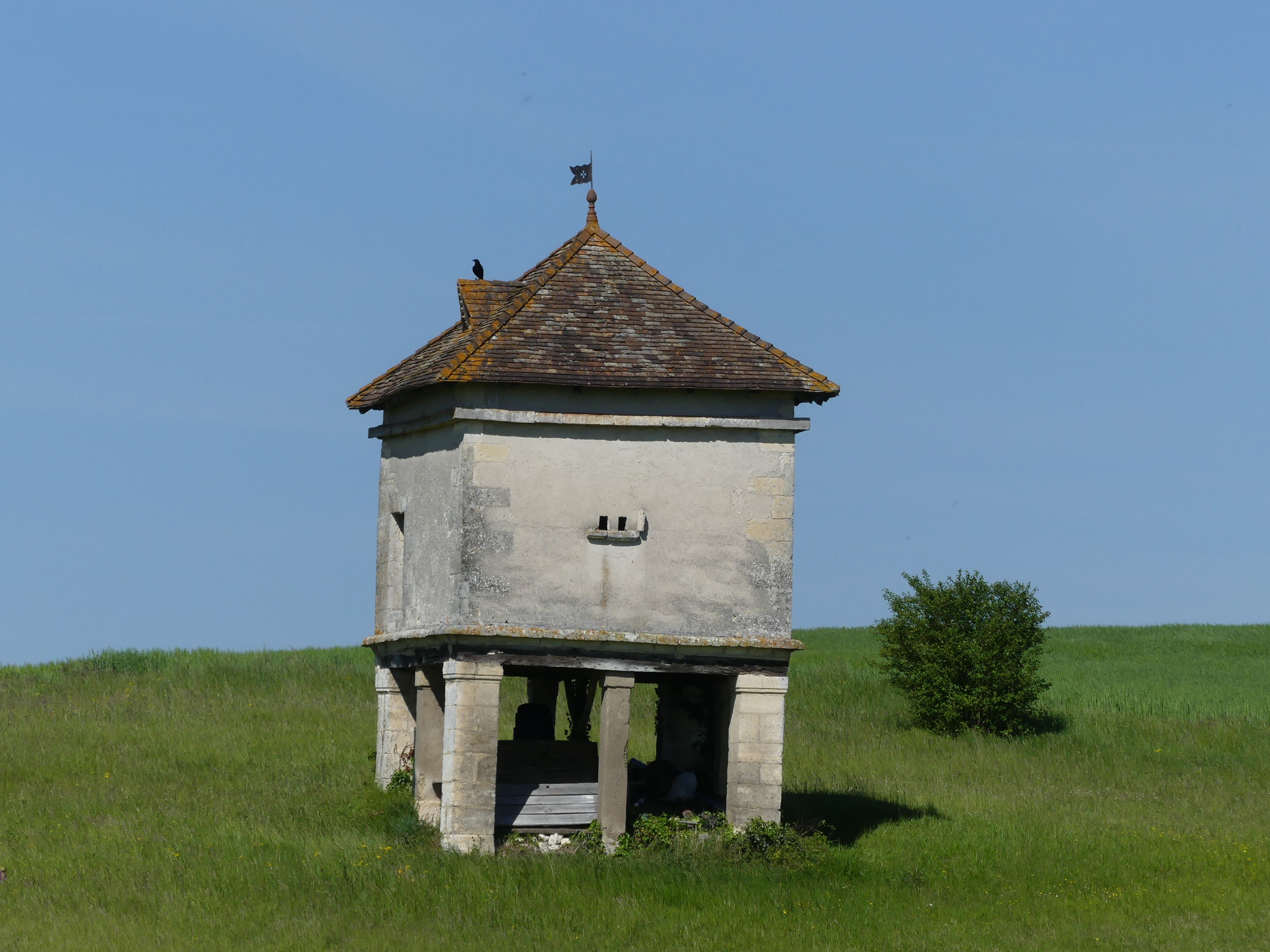
Le pigeonnier de la Rigale.
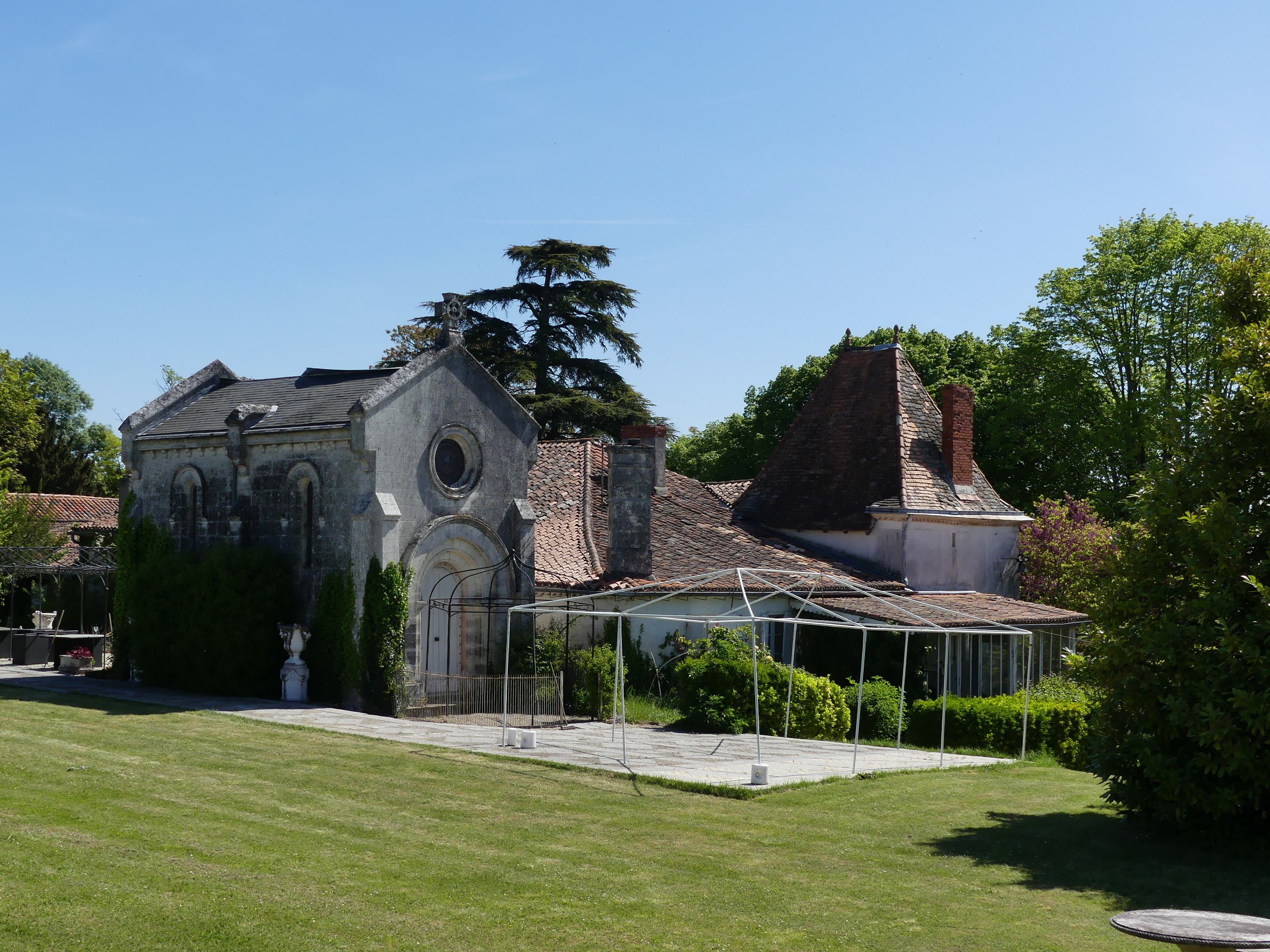
La chapelle et le château de Fayolle.
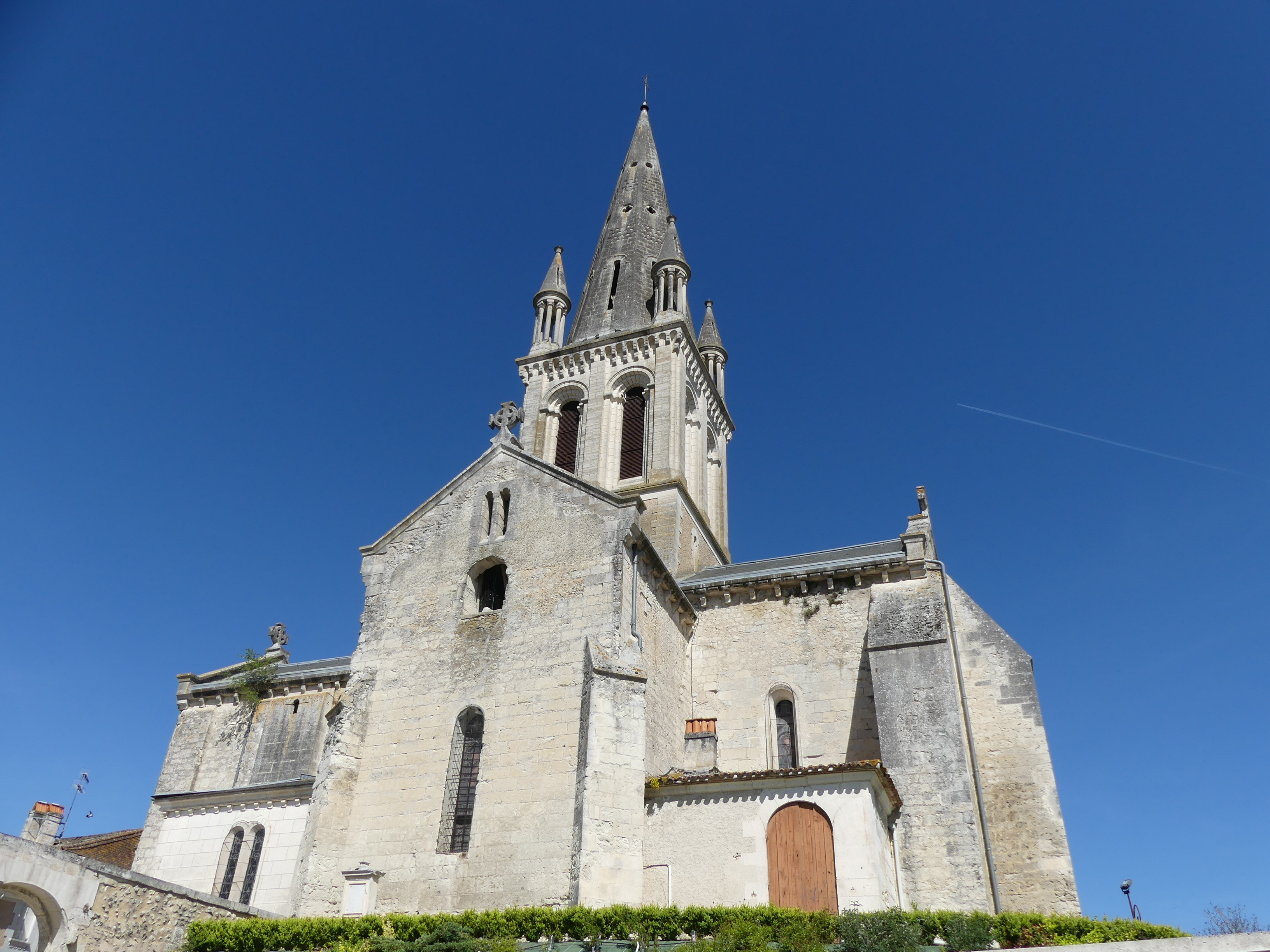
L'église Saint-Martin.
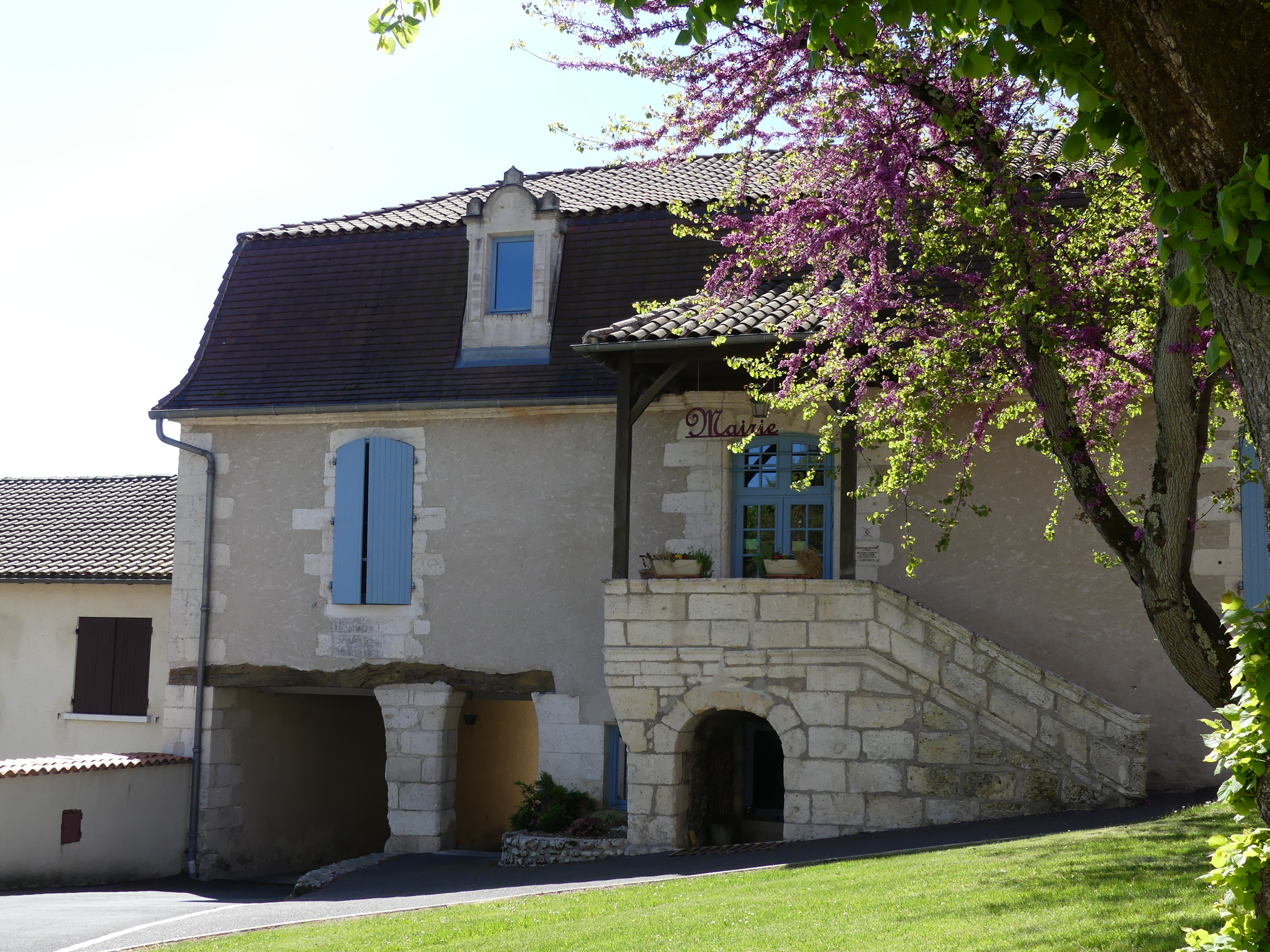
La façade nord de la mairie (ancien presbytère).
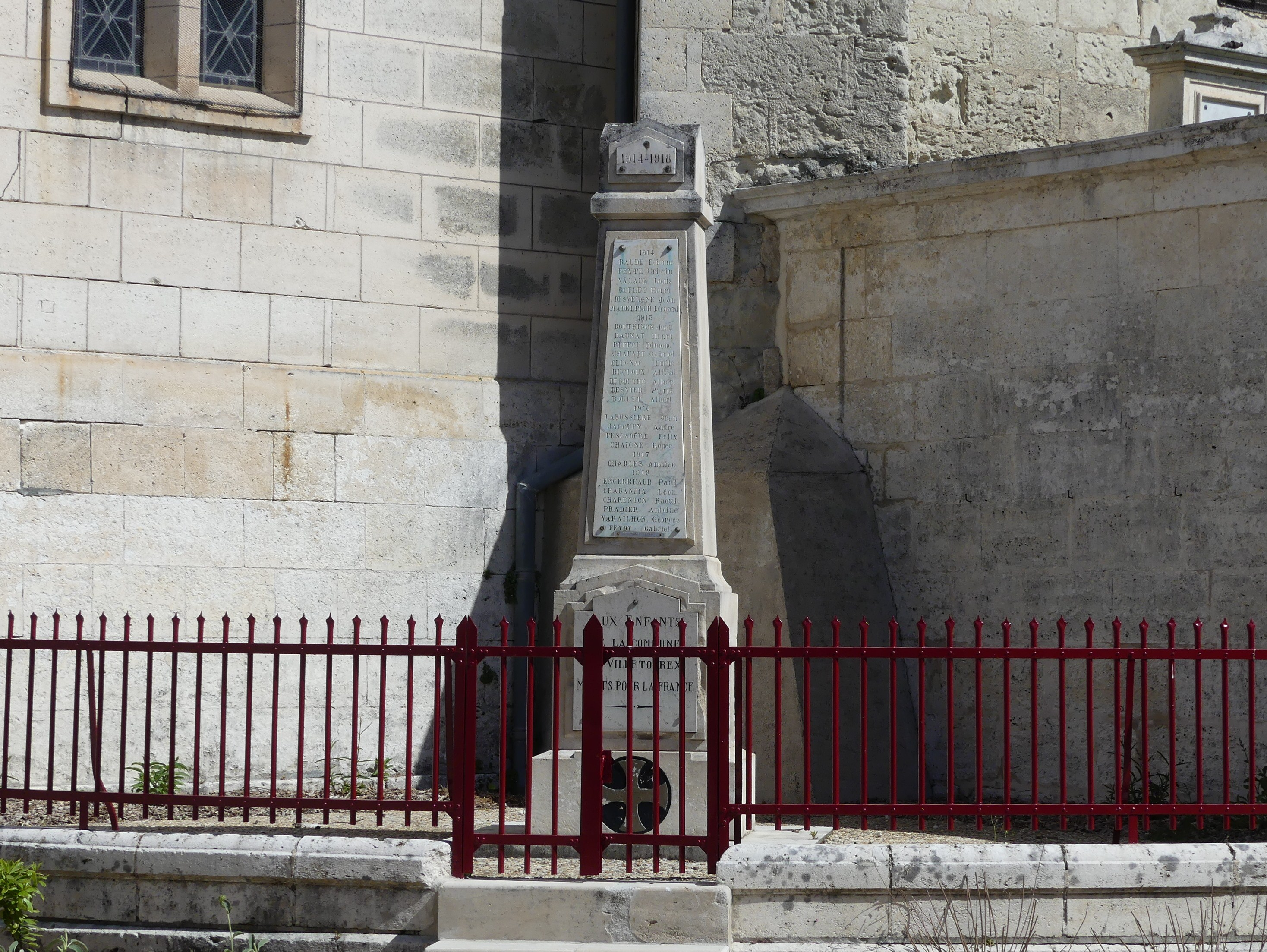
Le monument aux morts.

### Patrimoine naturel

#### Natura 2000 et ZNIEFF

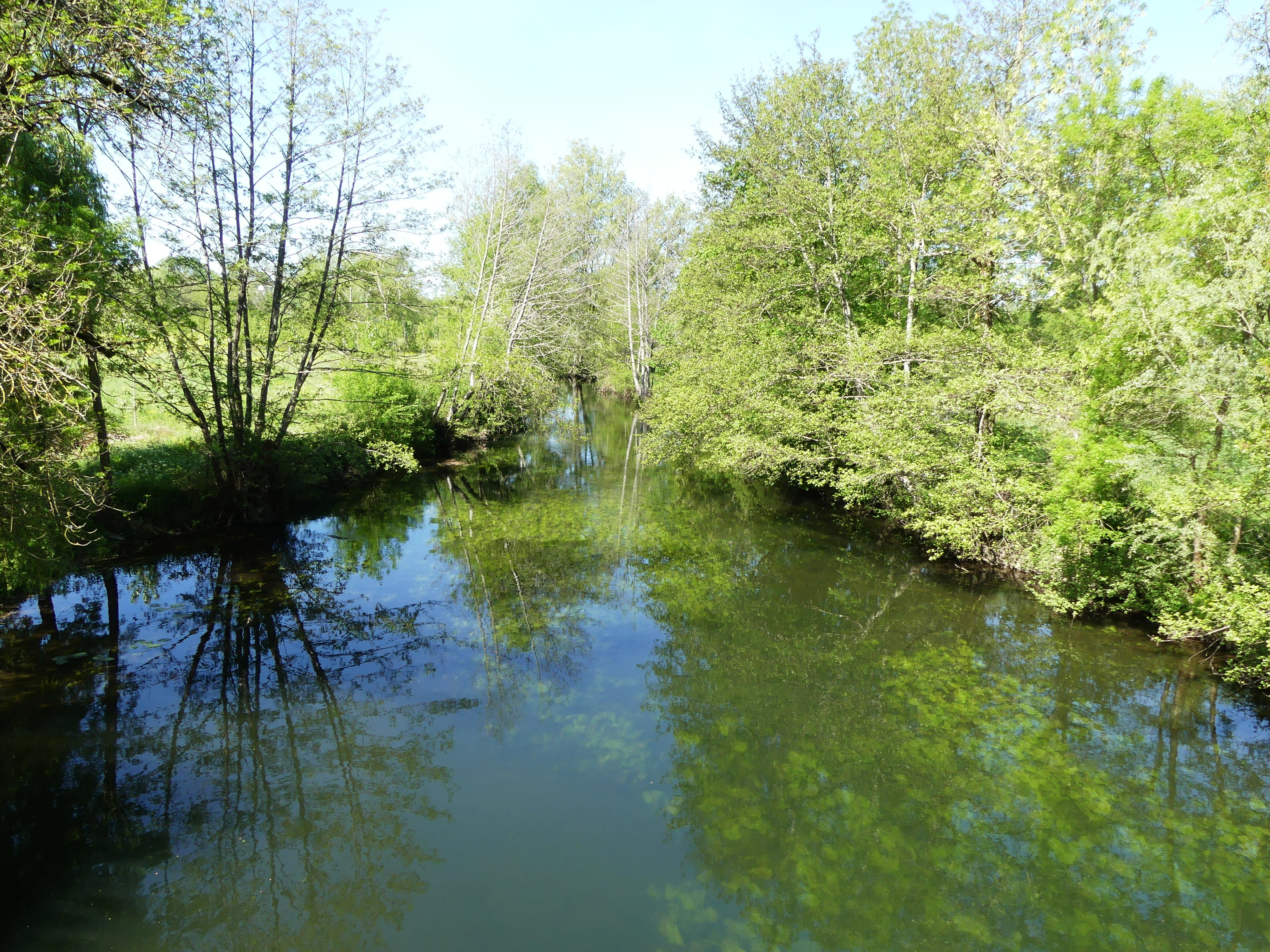
L'attier (bras secondaire) de la Dronne à Villetoureix.

À Villetoureix, la vallée de la Dronne fait partie à la fois du réseau Natura 2000, et d'une zone naturelle d'intérêt écologique, faunistique et floristique (ZNIEFF) de type II.

#### Sites remarquables
Deux sites de la commune sont inscrits : l'allée de platanes que forme la route départementale 708 entre les deux bras de la Dronne (lieux-dits le Pont et le Grand Pont), et le site de la Rivière, partagé avec les communes d'Allemans et de Ribérac.

### Personnalités liées à la commune
- Jean-Claude Daunat (1945-1999), coureur cycliste français des années 1960-1970, et industriel, né dans la commune.

## Pour approfondir